# Requisitos de visado para ciudadanos guatemaltecos
Requisitos de visado para ciudadanos guatemaltecos son restricciones de entrada por las autoridades de otros estados soberanos que imponen sobre los ciudadanos de Guatemala. Desde el 1 de febrero de 2024, los ciudadanos guatemaltecos pueden entrar en 137 países, sin visado, con un visado que emiten a la frontera o eVisa.
Para información Oficial se puede visitar la página del Ministerio de Relaciones Exteriores (MINREX)

## Mapa de requisitos de visado

Requisitos de visado para ciudadanos guatemaltecos
Guatemala
Sin necesidad de visa
Visa electrónica
Visa a la llegada o visa electrónica
Visa a la llegada
Se requiere visa antes de la llegada

## Requisitos de visado
Los requisitos de visado por guatemaltecos con pasaportes normales y viajando por turismo:
| País                            | Requisitos de visado                                          | Notas (excluyendo impuestos de salida) |
| ------------------------------- | ------------------------------------------------------------- | --- |
| Afganistán                      | Visado sí es necesario                                        | |
| Albania                         | Visado no es necesario                                        | 90 días |
| Argelia                         | Visado sí es necesario                                        | |
| Andorra                         | Visado no es necesario                                        | |
| Angola                          | Visado sí es necesario                                        | |
| Antigua y Barbuda               | Visado sí es necesario                                        | |
| Argentina                       | Visado no es necesario                                        | 3 meses |
| Armenia                         | Visado en llegada                                             | 120 días |
| Australia                       | Visado sí es necesario                                        | Puede aplicar por Internet. |
| Austria                         | Visado no es necesario                                        | 90 días dentro de 180 días en el espacio de Schengen |
| Azerbaiyán                      | Visado sí es necesario                                        | |
| Bahamas                         | Visado no es necesario                                        | 3 meses |
| Baréin                          | Visado sí es necesario                                        | |
| Bangladés                       | Visado sí es necesario                                        | |
| Barbados                        | Visado sí es necesario                                        | |
| Bielorrusia                     | Visado sí es necesario                                        | Emiten visados por llegada en el Aeropuerto Internacional de Minsk si los documentos de apoya se submitieron no más tarde que tres días de entresemana antes de la esperada llegada. |
| Bélgica                         | Visado no es necesario                                        | 90 días dentro de 180 días en el espacio de Schengen |
| Belice                          | Visado no es necesario                                        | 90 días |
| Benín                           | Visado sí es necesario                                        | |
| Bután                           | Visado sí es necesario                                        | |
| Bolivia                         | Visado en llegada                                             | |
| Bosnia y Herzegovina            | Visado no es necesario                                        | 90 días dentro de 180 días |
| Botsuana                        | Visado sí es necesario                                        | |
| Brasil                          | Visado no es necesario                                        | 90 días |
| Brunéi                          | Visado sí es necesario                                        | |
| Bulgaria                        | Visado no es necesario                                        | 90 días dentro de 180 días |
| Burkina Faso                    | Visado sí es necesario                                        | |
| Burundi                         | Visado sí es necesario                                        | |
| Camboya                         | Visado en llegada                                             | 30 días. Visado está disponible por Internet. |
| Camerún                         | Visado sí es necesario                                        | |
| Canadá                          | Visado sí es necesario                                        | |
| Cabo Verde                      | Visado en llegada                                             | No disponible en todas las entradas. |
| República Centroafricana        | Visado sí es necesario                                        | |
| Chad                            | Visado sí es necesario                                        | |
| Chile                           | Visado no es necesario                                        | 90 días |
| China                           | Visado sí es necesario                                        | |
| Colombia                        | Visado no es necesario                                        | 90 días |
| Comoras                         | Visado en llegada                                             | |
| República Democrática del Congo | Visado sí es necesario                                        | |
| Costa Rica                      | Visado no es necesario                                        | 90 días |
| Costa de Marfil                 | Visado sí es necesario                                        | |
| Croacia                         | Visado no es necesario                                        | 90 días dentro de 180 días |
| Cuba                            | Tourist Card required                                         | |
| Chipre                          | Visado no es necesario                                        | 90 días dentro de 180 días |
| República Checa                 | Visado no es necesario                                        | 90 días dentro de 180 días en el espacio de Schengen |
| Dinamarca                       | Visado no es necesario                                        | 90 días dentro de 180 días en el espacio de Schengen |
| Yibuti                          | Visado en llegada                                             | No disponible en todas las entradas. |
| Dominica                        | Visado no es necesario                                        | 6 meses |
| República Dominicana            | Visado no es necesario                                        | 90 días |
| Ecuador                         | Visado no es necesario                                        | 90 días |
| Egipto                          | Visado sí es necesario                                        | |
| El Salvador                     | Visado no es necesario                                        | 3 meses |
| Guinea Ecuatorial               | Visado sí es necesario                                        | |
| Eritrea                         | Visado sí es necesario                                        | |
| Estonia                         | Visado no es necesario                                        | 90 días dentro de 180 días en el espacio de Schengen |
| Etiopía                         | Visado sí es necesario                                        | |
| Fiyi                            | Visado sí es necesario                                        | |
| Finlandia                       | Visado no es necesario                                        | 90 días dentro de 180 días en el espacio de Schengen |
| Francia                         | Visado no es necesario                                        | 90 días dentro de 180 días en el espacio de Schengen |
| Gabón                           | eVisa                                                         | La gente que tenga visados electrónicos tiene que llegar por el Aeropuerto Internacional de Libreville-Leon M'ba.                                                                    |
| Gambia                          | Visado sí es necesario                                        | |
| Georgia                         | Visado sí es necesario                                        | |
| Alemania                        | Visado no es necesario                                        | 90 días dentro de 180 días en el espacio de Schengen |
| Ghana                           | Visado sí es necesario                                        | |
| Grecia                          | Visado no es necesario                                        | 90 días dentro de 180 días en el espacio de Schengen |
| Granada                         | Visado sí es necesario                                        | |
| Guinea                          | Visado sí es necesario                                        | |
| Guinea-Bisáu                    | Visado en llegada                                             | 90 días |
| Guyana                          | Visado sí es necesario                                        | |
| Haití                           | Visado no es necesario                                        | 3 meses |
| Honduras                        | Visado no es necesario                                        | 90 días |
| Hong Kong                       | Visado no es necesario                                        | 30 días |
| Hungría                         | Visado no es necesario                                        | 90 días dentro de 180 días en el espacio de Schengen |
| Islandia                        | Visado no es necesario                                        | 90 días dentro de 180 días en el espacio de Schengen |
| India                           | Visado de e-turismo                                           | 30 días |
| Indonesia                       | Visado no es necesario                                        | 30 días |
| Irán                            | Visado en llegada                                             | 15 días |
| Irak                            | Visado sí es necesario                                        | |
| Irlanda                         | Visado no es necesario                                        | 3 meses |
| Israel                          | Visado no es necesario                                        | 90 días |
| Italia                          | Visado no es necesario                                        | 90 días dentro de 180 días en el espacio de Schengen |
| Jamaica                         | Visado sí es necesario                                        | |
| Japón                           | Visado no es necesario                                        | 90 días |
| Jordania                        | Visado en llegada                                             | Se aplican condiciones. No disponible en todas las entradas. |
| Kazajistán                      | Visado sí es necesario                                        | |
| Kenia                           | eVisa                                                         | 3 meses |
| Kiribati                        | Visado sí es necesario                                        | |
| Corea del Norte                 | Visado sí es necesario                                        | |
| Corea del Sur                   | Visado no es necesario                                        | 90 días |
| Kuwait                          | Visado sí es necesario                                        | |
| Kirguistán                      | Visado sí es necesario                                        | |
| Laos                            | Visado en llegada                                             | 30 días. No disponible en todas las entradas. |
| Letonia                         | Visado no es necesario                                        | 90 días dentro de 180 días en el espacio de Schengen |
| Líbano                          | Visado sí es necesario                                        | |
| Lesoto                          | Visado sí es necesario                                        | |
| Liberia                         | Visado sí es necesario                                        | |
| Libia                           | Visado sí es necesario                                        | |
| Liechtenstein                   | Visado no es necesario                                        | 90 días dentro de 180 días en el espacio de Schengen |
| Lituania                        | Visado no es necesario                                        | 90 días dentro de 180 días en el espacio de Schengen |
| Luxemburgo                      | Visado no es necesario                                        | 90 días dentro de 180 días en el espacio de Schengen |
| Macedonia del Norte             | Visado no es necesario                                        | 90 días dentro de 180 días |
| Madagascar                      | Visado en llegada                                             | 90 días |
| Malaui                          | Visado sí es necesario                                        | |
| Malasia                         | Visado no es necesario                                        | 1 mes |
| Maldivas                        | Visado en llegada                                             | 30 días |
| Mali                            | Visado sí es necesario                                        | |
| Malta                           | Visado no es necesario                                        | 90 días dentro de 180 días |
| Islas Marshall                  | Visado sí es necesario                                        | |
| Mauricio                        | Visado en llegada                                             | |
| Mauricio                        | Visado no es necesario                                        | 90 días |
| México                          | Visado sí es necesario                                        | |
| Estados Federados de Micronesia | Visado no es necesario                                        | 30 días |
| Moldavia                        | Visado sí es necesario                                        | |
| Mónaco                          | Visado no es necesario                                        | |
| Mongolia                        | Visado sí es necesario                                        | |
| Montenegro                      | Visado no es necesario                                        | 90 días dentro de 180 días |
| Marruecos                       | Visado sí es necesario                                        | |
| Mozambique                      | Visado en llegada                                             | 30 días, Se aplican condiciones |
| Birmania                        | Visado sí es necesario                                        | |
| Namibia                         | Visado sí es necesario                                        | |
| Nauru                           | Visado sí es necesario                                        | |
| Nepal                           | Visado en llegada                                             | 90 días |
| Países Bajos                    | Visado no es necesario                                        | 90 días dentro de 180 días en el espacio de Schengen |
| Nueva Zelanda                   | Visado sí es necesario                                        | |
| Nicaragua                       | Visado no es necesario                                        | 3 meses |
| Níger                           | Visado sí es necesario                                        | |
| Nigeria                         | Visado sí es necesario                                        | |
| Noruega                         | Visado no es necesario                                        | 90 días dentro de 180 días en el espacio de Schengen |
| Omán                            | Visado sí es necesario                                        | |
| Pakistán                        | Visado sí es necesario                                        | |
| Palaos                          | Visado en llegada                                             | 30 días |
| Panamá                          | Visado no es necesario                                        | 180 días |
| Papúa Nueva Guinea              | Visado sí es necesario                                        | |
| Paraguay                        | Visado no es necesario                                        | 90 días |
| Perú                            | Visado no es necesario                                        | 90 días |
| Filipinas                       | Visado no es necesario                                        | 30 días |
| Polonia                         | Visado no es necesario                                        | 90 días dentro de 180 días en el espacio de Schengen |
| Portugal                        | Visado no es necesario                                        | 90 días dentro de 180 días en el espacio de Schengen |
| Catar                           | Visado sí es necesario                                        | |
| Rumania                         | Visado no es necesario                                        | 90 días dentro de 180 días |
| Rusia                           | Visado no es necesario                                        | 90 días |
| Ruanda                          | Visado sí es necesario                                        | |
| San Cristóbal y Nieves          | Visado no es necesario                                        | 3 meses |
| Santa Lucía                     | Visado en llegada                                             | 6 semanas |
| San Vicente y las Granadinas    | Visado no es necesario                                        | 1 mes |
| Samoa                           | Visado en llegada, permiso de entrada en llegada              | 60 días |
| San Marino                      | Visado no es necesario                                        | |
| Santo Tomé y Príncipe           | Visado sí es necesario                                        | Visa is obtained online. |
| Arabia Saudita                  | Visado sí es necesario                                        | |
| Senegal                         | Visado en llegada                                             | |
| Serbia                          | Visado sí es necesario                                        | |
| Seychelles                      | Visado en llegada, permiso de entrada de visitante en llegada | 1 mes |
| Sierra Leona                    | Visado sí es necesario                                        | |
| Singapur                        | Visado no es necesario                                        | 30 días |
| Eslovaquia                      | Visado no es necesario                                        | 90 días dentro de 180 días en el espacio de Schengen |
| Eslovenia                       | Visado no es necesario                                        | 90 días dentro de 180 días en el espacio de Schengen |
| Islas Salomón                   | Visado en llegada, permiso de entrada de visitante en llegada | 3 meses |
| Somalia                         | Visado en llegada                                             | 30 días, must hold an invitation letter issued at least 2 días before arrival. |
| Sudáfrica                       | Visado sí es necesario                                        | |
| Sudán del Sur                   | Visado sí es necesario                                        | |
| España                          | Visado no es necesario                                        | 90 días dentro de 180 días en el espacio de Schengen |
| Sri Lanka                       | Autorización de viaje electrónica                             | 30 días |
| Sudán                           | Visado sí es necesario                                        | |
| Surinam                         | Tarjeta de turismo en llegada                                 | |
| Suazilandia                     | Visado sí es necesario                                        | |
| Suecia                          | Visado no es necesario                                        | 90 días dentro de 180 días en el espacio de Schengen |
| Suiza                           | Visado no es necesario                                        | 90 días dentro de 180 días en el espacio de Schengen |
| Siria                           | Visado sí es necesario                                        | |
| Tayikistán                      | Visado sí es necesario                                        | |
| Tanzania                        | Visado en llegada                                             | |
| Tailandia                       | Visado sí es necesario                                        | |
| Timor Oriental                  | Visado en llegada                                             | 30 días. No disponible en todas las entradas. |
| Togo                            | Visado en llegada                                             | 7 días |
| Tonga                           | Visado sí es necesario                                        | |
| Trinidad y Tobago               | Visado no es necesario                                        | 90 días |
| Túnez                           | Visado sí es necesario                                        | |
| Turquía                         | Visado no es necesario                                        | 3 meses |
| Turkmenistán                    | Visado sí es necesario                                        | |
| Tuvalu                          | Visado en llegada                                             | 1 mes |
| Uganda                          | Visado en llegada                                             | Determinado en elpuerto de entrada. |
| Ucrania                         | Visado sí es necesario                                        | Carta de invitación no es necesario por ciudadanos guatemaltecos. |
| Emiratos Árabes Unidos          | Visado sí es necesario                                        | |
| Reino Unido                     | Visado no es necesario                                        | 6 meses |
| Estados Unidos                  | Visado sí es necesario                                        | |
| Uruguay                         | Visado no es necesario                                        | 90 días |
| Uzbekistán                      | Visado sí es necesario                                        | |
| Vanuatu                         | Visado sí es necesario                                        | |
| Ciudad del Vaticano             | Visado no es necesario                                        | |
| Venezuela                       | Visado no es necesario                                        | 90 días |
| Vietnam                         | Visado sí es necesario                                        | Visados arreglados con antelación se obtengan por agencias de viaje en los aeropuertos de Hanói, Ciudad Ho Chi Minh, Phú Quốc o Đà Nẵng. Phú Quốc sin un visado para hasta 30 días.  |
| Yemen                           | Visado sí es necesario                                        | |
| Zambia                          | Visado en llegada                                             | up to 90 días |
| Zimbabue                        | Visado sí es necesario                                        | |